# Puchar Świata Juniorów w saneczkarstwie (tory naturalne) 2024/2025
Sezon 2024/2025 Pucharu Świata Juniorów w saneczkarstwie na torach naturalnych – 11. sezon w historii Pucharu Świata Juniorów w saneczkarstwie na torach naturalnych rozpoczął się 28 grudnia 2024 roku w austriackiej miejscowości Obdach-Winterleiten. Ostatnie zawody z tego cyklu zostały rozegrane 2 lutego 2025 roku na torze w Laas. Rozegrane zostały cztery konkursy w czterech miejscowościach.
Podczas sezonu 2024/2025 odbyła się jedna ważna impreza w randze juniorów. To Mistrzostwa Europy Juniorów, które zostały rozegrane na torze we włoskim Latsch.

## Kalendarz zawodów Pucharu Świata
| Lp.                                  | Data                | Miejscowość         | Konkurencja      | 1 miejsce                                          | 2 miejsce                                          | 3 miejsce                                 | Źródło |
| ------------------------------------ | ------------------- | ------------------- | ---------------- | -------------------------------------------------- | -------------------------------------------------- | ----------------------------------------- | ------ |
| 1. PŚ                                | 28-29 grudnia 2024  | Obdach-Winterleiten | Jedynki kobiet   | Nina Castiglioni                                   | Lotte Mulser                                       | Jenny Castiglioni                         | [ 1 ]  |
| 1. PŚ                                | 28-29 grudnia 2024  | Obdach-Winterleiten | Jedynki mężczyzn | Alex Oberhofer                                     | Žiga Kralj                                         | Anton Gruber Genetti                      | [ 2 ]  |
| 1. PŚ                                | 28-29 grudnia 2024  | Obdach-Winterleiten | Dwójki mężczyzn  | Słowacja Gabriel Halcin · Samuel Halcin            | Włochy Anton Gruber Genetti · Jakob Gruber Genetti | Polska Wojciech Kwiecński · Patryk Hudy   | [ 3 ]  |
| 2. PŚ                                | 3-4 stycznia 2025   | Passeier            | Jedynki kobiet   | Tina Stuffer                                       | Jenny Castiglioni                                  | Lotte Mulser                              | [ 4 ]  |
| 2. PŚ                                | 3-4 stycznia 2025   | Passeier            | Jedynki mężczyzn | Alex Oberhofer                                     | Vid Krajl                                          | Žiga Kralj                                | [ 5 ]  |
| 2. PŚ                                | 3-4 stycznia 2025   | Passeier            | Dwójki mężczyzn  | Włochy Anton Gruber Genetti · Jakob Gruber Genetti | Polska Wojciech Kwiecński · Patryk Hudy            | Polska Konrad Płonka · Nikolas Dawidowski | [ 6 ]  |
| 3. PŚ                                | 11-12 stycznia 2025 | Umhausen            | Jedynki kobiet   | Lotte Mulser                                       | Jenny Castiglioni                                  | Tina Stuffer                              | [ 7 ]  |
| 3. PŚ                                | 11-12 stycznia 2025 | Umhausen            | Jedynki mężczyzn | Alex Oberhofer                                     | Vid Krajl                                          | Anton Gruber Genetti                      | [ 8 ]  |
| 3. PŚ                                | 11-12 stycznia 2025 | Umhausen            | Dwójki mężczyzn  | Włochy Anton Gruber Genetti · Jakob Gruber Genetti | Polska Konrad Płonka · Nikolas Dawidowski          | Polska Wojciech Kwiecński · Patryk Hudy   | [ 9 ]  |
| 4. PŚ                                | 1-2 lutego 2025     | Laas                | Jedynki kobiet   | Lotte Mulser                                       | Nina Castiglioni                                   | Jenny Castiglioni                         | [ 10 ] |
| 4. PŚ                                | 1-2 lutego 2025     | Laas                | Jedynki mężczyzn | Michael Noah Tinzl                                 | Alex Oberhofer                                     | Florian Freigassner                       | [ 11 ] |
| 4. PŚ                                | 1-2 lutego 2025     | Laas                | Dwójki mężczyzn  | Włochy Anton Gruber Genetti · Jakob Gruber Genetti | -                                                  | -                                         |        |
| Mistrzostwa Europy Juniorów – Latsch |                     |                     |                  |                                                    |                                                    |                                           |        |

## Klasyfikacje

### Jedynki kobiet
| 1.    | Lotte Mulser      | Włochy  | 2.  | 3.  | 1.  | 1. | 355 |
| 2.    | Jenny Castiglioni | Włochy  | 3.  | 2.  | 2.  | 3. | 310 |
| 3.    | Nina Castiglioni  | Włochy  | 1.  | 4.  | 4.  | 2. | 305 |
| 4.    | Tina Stuffer      | Włochy  | 5.  | 1.  | 3.  | 4. | 285 |
| 5.    | Carolin Marzari   | Włochy  | 6.  | 10. | 6.  | 8. | 178 |
| 6.    | Naömi Thoni       | Austria | 4.  | 5.  | 5.  | -  | 170 |
| =     | Franziska Hofer   | Włochy  | 10. | 6.  | 11. | 6. | 170 |
| . . . |                   |         |     |     |     |    |     |
| 20.   | Maja Poda         | Polska  | 19. | -   | 19. | -  | 44  |

### Jedynki mężczyzn
| 1.    | Alex Oberhofer       | Włochy   | 1.  | 1. | 1.  | 2. | 385 |
| 2.    | Vid Kralj            | Słowenia | 4.  | 2. | 2.  | 4. | 290 |
| 3.    | Žiga Kralj           | Słowenia | 2.  | 3. | 4.  | 4. | 275 |
| 4.    | Michael Noah Tinzl   | Włochy   | 8.  | 5. | 6.  | 1. | 247 |
| 5.    | Anton Gruber Genetti | Włochy   | 3.  | 4. | 3.  | 9. | 239 |
| 6.    | Leon Auer            | Austria  | 5.  | 6. | 5.  | 6. | 210 |
| . . . |                      |          |     |    |     |    |     |
| 28.   | Konrad Płonka        | Polska   | 26. | -  | 25. | -  | 31  |
| 29.   | Wojciech Kwieciński  | Polska   | 29. | -  | 26. | -  | 27  |
| 30.   | Nikolas Dawidowski   | Polska   | 31. | -  | 29. | -  | 22  |
| 32.   | Patryk Hudy          | Polska   | 33. | -  | 28. | -  | 21  |
| 35.   | Daniel Szmit         | Polska   | 34. | -  | -   | -  | 7   |

### Dwójki
| Miejsce | Zawodniczka                               | Reprezentacja | OBD | PAS | UMH | LAA | Punkty |
| ------- | ----------------------------------------- | ------------- | --- | --- | --- | --- | ------ |
| 1.      | Anton Gruber Genetti Jakob Gruber Genetti | Włochy        | 2.  | 1.  | 1.  | 1.  | 385    |
| 2.      | Wojciech Kwieciński Patryk Hudy           | Polska        | 3.  | 2.  | 3.  | -   | 225    |
| 3.      | Konrad Płonka Nikolas Dawidowski          | Polska        | 4.  | 3.  | 2.  | -   | 215    |
| 4.      | Gabriel Halcin Samuel Halcin              | Słowacja      | 1.  | -   | -   | -   | 100    |